# Partito Unito del Bhutan
Il Partito Unito del Bhutan (in dzongkha འབྲུག་མཉམ་རུབ་ཚོགས་པ, Druk Nyamrup Tshogpa) è un partito politico bhutanese fondato nel 2013.
Ha concorso alle elezioni del 2013 e a quelle del 2018. Dopo la vittoria di queste ultime ha formato un governo guidato dal primo ministro Lotay Tshering.
Alle elezioni del 2023 si arresta al primo turno, non avendo ottenuto abbastanza voti per accedere al ballottaggio.

## Risultati elettorali
| Elezioni | I turno | I turno | II turno        | II turno        | Seggi   |
| Elezioni | Voti    | %       | Voti            | %               | Seggi   |
| -------- | ------- | ------- | --------------- | --------------- | ------- |
| 2013     | 35.962  | 17,04%  | Non qualificato | Non qualificato | 0 / 47  |
| 2018     | 92.722  | 31,85%  | 172.268         | 54,95%          | 30 / 47 |
| 2023–24  | 41.106  | 13,13%  | Non qualificato | Non qualificato | 0 / 47  |